# 기타소마야마촌
기타소마야마촌(北杣山村)은 후쿠이현 난조군에 있던 촌이다. 합병이후 미나미에치젠정의 북서쪽 끝 대체로 히노강 우안에 해당한다

## 역사
- 1889년 4월 1일 - 정촌제 시행에 의해 난조군 기타소마야마촌이 성립하였다.
- 1954년 1월 1일 - 미나미히노촌, 미나미소마야마촌과 합병해 난조정이 성립하였다.

## 교통

### 도로
합병후 구촌 지역에 호쿠리쿠 자동차도 난조 휴계소가 소재하지만 당시엔 미개통

## 참고문헌
- 角川日本地名大辞典 18 福井県